# Гельмут Фремсдорф
Гельмут Фремсдорф (нім. Helmut Frömsdorf; 26 березня 1921, Шіммельвіц — 6 травня 1945) — німецький офіцер-підводник, оберлейтенант-цур-зее крігсмаріне.

## Біографія
16 вересня 1939 року вступив на флот. З 18 червня по 9 липня і з 1 вересня 1944 року — командир підводного човна U-853. 23 лютого 1945 року вийшов у свій перший і останній похід. 6 травня U-853 був потоплений в Північній Атлантиці південно-східніше Нью-Лондона (41°13′ пн. ш. 71°27′ зх. д.) глибинними бомбами американського есмінця «Атертон» та патрульного фрегата «Моберлі». Всі 55 членів екіпажу загинули.
Всього за час бойових дій потопив 2 кораблі загальною водотоннажністю 5783 тонни.
| Дата           | Назва корабля | Тип               | Тоннаж | Вантаж            | Екіпаж | Загинули | Країна |
| -------------- | ------------- | ----------------- | ------ | ----------------- | ------ | -------- | ------ |
| 23 квітня 1945 | USS PE-56     | Патрульний катер  | 430    |                   | 62     | 49       | США    |
| 5 травня 1945  | Black Point   | Торговий пароплав | 5,353  | 7759 тонн вугілля | 46     | 12       | США    |

## Звання
- Кандидат в офіцери (16 вересня 1939)
- Фенріх-цур-зее (1 липня 1940)
- Оберфенріх-цур-зее (1 липня 1941)
- Лейтенант-цур-зее (1942)
- Оберлейтенант-цур-зее (1 грудня 1943)